# Marco Domínguez
Marco Leonel „Pitbull” Domínguez-Ramírez (ur. 25 lutego 1996 w Montrealu) – gwatemalski piłkarz pochodzenia dominikańskiego z obywatelstwem kanadyjskim występujący na pozycji defensywnego lub środkowego pomocnika, reprezentant Gwatemali, od 2025 roku zawodnik Comunicaciones.

## Kariera klubowa
Domínguez pochodzi z poddzielnicy Saint-Michel kanadyjskiego miasta Montreal. Jego ojciec pochodzi z Gwatemali, a matka z Dominikany. Uczęszczał do Georges-Vanier School, a następnie przez rok do szkoły średniej Cégep Marie-Victorin. Równolegle trenował piłkę nożną w ramach programu Centre National de Haute Performance i był zawodnikiem szkółki juniorskiej Braves d'Ahuntsic. 
W 2013 roku Domínguez dołączył do akademii klubu Montreal Impact. W marcu 2015 dołączył do nowo powstałych rezerw Impact – zespołu FC Montreal z USL Championship (trzeci poziom rozgrywek). W styczniu 2016 wraz z trzema kolegami z drużyny udał się na testy do włoskiego FC Bologna. Dość regularnie trenował z pierwszą drużyną Impact, lecz nie podpisał zawodowego kontraktu. Na koniec 2016 roku FC Montreal został rozwiązany. Zaproponowano mu dołączenie do nowej filii Impact, Ottawa Fury FC, na co jednak nie przystał. W styczniu 2017 podpisał umowę z FC Cincinnati z drugiego szczebla rozgrywek – United Soccer League. Tam pełnił wyłącznie rolę rezerwowego, a na koniec sezonu nie przedłużono z nim kontraktu. Przez kolejne pół roku pozostawał bez klubu i pracował jako sprzątacz w rodzinnym Montrealu. 
W kwietniu 2018 Domínguez został piłkarzem gwatemalskiej Antigui GFC. W gwatemalskiej Liga Nacional zadebiutował 6 maja 2018 w zremisowanym 2:2 spotkaniu z Petapą, zaś premierowego gola strzelił 26 maja 2019 w wygranym 1:0 finale ligi z Malacateco. Po upływie kilkunastu miesięcy został podstawowym piłkarzem zespołu. Z Antiguą wywalczył mistrzostwo Gwatemali (Clausura 2019) oraz wicemistrzostwo Gwatemali (Apertura 2019).

## Kariera reprezentacyjna
Za sprawą miejsca urodzenia oraz pochodzenia rodziców, Domínguez posiada potrójne obywatelstwo i był uprawniony do występów dla Kanady, Gwatemali lub Dominikany. 
W kwietniu 2013 Domínguez został powołany przez Seana Fleminga do reprezentacji Kanady U-17 na Mistrzostwa CONCACAF U-17. Tam rozegrał cztery z pięciu spotkań (wszystkie w wyjściowym składzie) i strzelił gola w meczu fazy grupowej z Jamajką (2:0). Jego drużyna odpadła wówczas w półfinale z gospodarzami – Panamą (1:2), zajmując ostatecznie trzecie miejsce. W październiku 2013 znalazł się w składzie na Mistrzostwa Świata U-17 w ZEA, gdzie zagrał w dwóch meczach, a Kanadyjczycy odpadli z juniorskiego mundialu w fazie grupowej. Został nominowany przez Canadian Soccer Association do tytułu najlepszego kanadyjskiego piłkarza 2013 roku w kategorii do lat siedemnastu.
Kilka lat później Domínguez zdecydował się na występy w reprezentacji Gwatemali. Wystąpił z wnioskiem do FIFA o zmianę barw narodowych, która została rozpatrzona pozytywnie. W gwatemalskiej kadrze zadebiutował za kadencji selekcjonera Amariniego Villatoro, 4 marca 2020 w przegranym 0:2 meczu towarzyskim z Panamą.